# 東京建物京橋ビル
東京建物京橋ビル（とうきょうたてものきょうばしビル）は、東京都中央区京橋三丁目に建つ建築物である。東京建物により建設され、1981年に竣工。2010年2月には、日本プライムリアリティ投資法人が本建物の権利を取得した。本建物が面する中央通りが南側でカーブしているため、銀座方面から望むと正面に位置する。

## LIXIL:GINZA

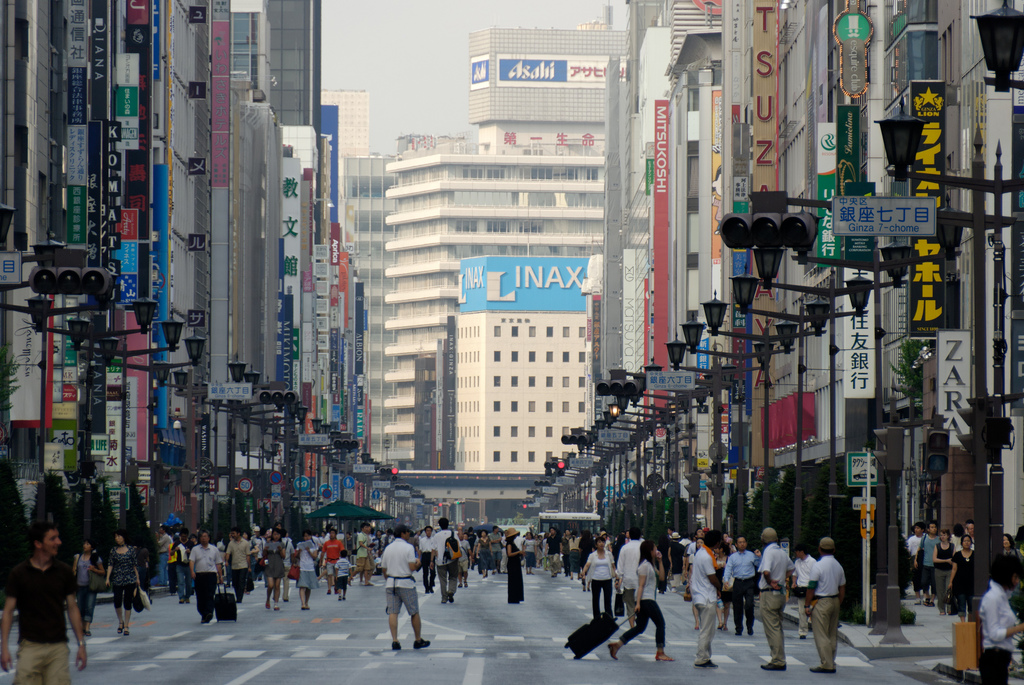
銀座の歩行者天国より。INAX当時の2008年。

1981年に、伊奈製陶（のちのINAX）により1・2階に「伊奈東京ショールーム」が開設。1985年に「INAX東京ショールーム」、1995年に「INAXアーキプラザ」、2004年に「INAX銀座ショールーム」、2007年に「INAX：GINZA」と複数にわたり名称が改められた。2011年にはINAX、トステム、新日軽、東洋エクステリア、（初代）LIXILの事業統合により「LIXIL:GINZA」となる。2013年にはショールーム機能が西新宿の住友不動産新宿グランドタワー内の「LIXILショールーム東京」に移管したことに伴ってギャラリーに改装された。1階は商品の展示や映像などで企業活動を紹介する「レセプションフロア」と1万2000冊の建築・インテリア関連の書籍を揃えた書店「LIXILブックギャラリー」、2階は従来通り建築やデザインに関する企画展などを行う、3つのスペースからなる「LIXILギャラリー」となる。

## 入居企業等
- アルマード（8階）[3]
- アーツ証券（6階）[4]
- Aetas（5階）[5]
- 日本産科婦人科学会（4階）[6]
- LIXILギャラリー（2階）
- レセプションフロア、LIXILブックギャラリー（1階）
- BEEF UP TOKYO（地下1階）